# Mo'ayyad Salim
Mo'ayyad Salim Mansour (1º aprile 1976) è un ex calciatore giordano, di ruolo attaccante.

## Carriera

### Nazionale
Ha debuttato in Nazionale il 23 agosto 1999, in Giordania-Libano (1-3). Ha messo a segno la sua prima rete con la maglia della Nazionale il 15 marzo 2000, nell'amichevole Giordania-Bosnia ed Erzegovina (1-2), siglando la rete del momentaneo 1-1 al minuto 28. Ha partecipato, con la Nazionale, alla Coppa d'Asia 2004. Ha collezionato in totale, con la maglia della Nazionale, 54 presenze e 17 reti.

## Palmarès

### Club

#### Competizioni nazionali
- Campionato giordano di calcio: 6

Al-Faisaly: 1999, 2000, 2001, 2002-2003, 2003-2004, 2009-2010
- Campionato palestinese di calcio: 2

Shabab Al Am'ari: 2010-2011
Hilal Al Quds: 2011-2012
- Coppa della Giordania: 6

Al-Faisaly: 1999, 2001, 2002-2003, 2003-2004, 2004-2005, 2007-2008
- Supercoppa della Giordania: 3

Al-Faisaly: 2002, 2004, 2006
- Jordan FA Shield: 2

Al-Faisaly: 2000-2001, 2007-2008

#### Competizioni internazionali
- Coppa dell'AFC: 2

Al-Faisaly: 2004-2005, 2005-2006

### Individuale
- Capocannoniere della Coppa dell'AFC: 1

2004-2005: 9 reti